# Parafia Nawiedzenia Najświętszej Maryi Panny w Pińczowie
Parafia Nawiedzenia Najświętszej Maryi Panny w Pińczowie – parafia rzymskokatolicka w Pińczowie. Należy do dekanatu pińczowskiego diecezji kieleckiej. Założona w 1990 przez ojców Reformatów przy kościele klasztornym. Jest obsługiwana przez ten zakon. Mieści się przy ulicy Klasztornej, w dzielnicy Mirów.